# Zonophryxus dodecapus
Zonophryxus dodecapus is een pissebed uit de familie Dajidae. De wetenschappelijke naam van de soort is voor het eerst geldig gepubliceerd in 1949 door Holthuis.